# Susanna Lliberós i Cubero
Susanna Lliberós i Cubero (Villarreal, 1973) es una periodista y poetisa en lengua catalana española. 

## Biografía
Licenciada en periodismo por la Universidad Autónoma de Barcelona, ha trabajado en Radio Castellón Cadena Ser desde 1997 hasta 2003 donde se desempeñó como redactora de informativos y programas desde 1997 hasta 1998, posteriormente como locutora hasta 1999) y luego como presentadora del magacine matinal "Hoy por hoy, Castellón", hasta 2003. Después fue editora y presentadora del informativo nocturno en Localia Televisión Castellón (2000-2003). 
Desde el año 2003 hasta el 2013, realizó las funciones de presentadora, guionista y reportera de los servicios informativos de la Radiotelevisión Valenciana. Compaginó su profesión de comunicadora con un profundo amor a la lengua y la literatura catalanas. Los poetas Joan Salvat-Papasseit y Vicent Andrés Estellés forman "parte importante de las malas compañías de mi juventud", como ha manifestado la poetisa. Es socia fundadora de la Asociación de escritores El Puente Cooperativa de Letras.

## Obra
Ha publicado tres poemarios: 
- Cel·les, Viena Edicions, Barcelona, 2008.[3]
- Compàs d'espera, Editorial Germania, Alzira, 2013.[4]
- Llibre dels Espills, El Petit Editor, 2015.[5]

### Antologías
- Segle 21, vint-i-una poetes del segle vint-i-ú. (Palma: Editorial Centre Cultural Capaltard, 2001).
- Eròtiques i despentinades (Tarragona: Arola Editors, 2008).
- La lletra ferida (Castelló: Colla Rebombori, 2010) Antología literaria de poetas de Castelló.
- Tibar l'arc. Una mirada a la poesía valenciana actual. (Barcelona: Editorial Tria, 2012). Antología de veintiséis poetas valencianos nacidos después de 1970.
- Ponts suspensius. (Benicarló: Onada Edicions, 2013). Recopilación de textos en narrativa y poesía de autores castellonenses pertenecientes a El Pont Cooperativa de Lletres.

### Artículos
- Els nostres artistes. Entrevistas a pintores de Villarreal (Revista Poble, 2010).
- La salvació de la carn (Revista Caràcters, 2011).

## Premios
- 1993. Ciutat de la Vall d'Uixó.
- 1994. "Solstici" de Manises.
- 1995. III Premio Ignacio Hilario Zabala, Centre la Torrassa de L'Hospitalet de LLobregat.
- 2008. Premio de poesía "25 d'abril". Vil·la de Benissa, por su poemario Cel·les.